# Jacob Batalon
Jacob Batalon, född 9 oktober 1996 i Honolulu, är en amerikansk skådespelare. Han gjorde sin debut i filmen North Woods. Batalon är mest känd för sin roll som Ned Leeds i Marvel Cinematic Universe-filmerna Spider-Man: Homecoming, Avengers: Infinity War, Spider-Man: Far From Home och Spider-Man: No Way Home.

## Filmografi
| År   | Titel                     | Roll         | Anmärkningar                           |
| ---- | ------------------------- | ------------ | -------------------------------------- |
| 2017 | North Woods               | Cooper       |                                        |
| 2017 | Spider-Man: Homecoming    | Ned Leeds    |                                        |
| 2018 | Every Day                 | James        |                                        |
| 2018 | Blood Fest                | Krill        |                                        |
| 2018 | Avengers: Infinity War    | Ned Leeds    | Cameo                                  |
| 2018 | Banana Split              | Jacob        |                                        |
| 2019 | Avengers: Endgame         | Ned Leeds    | Cameo                                  |
| 2019 | Spider-Man: Far From Home | Ned Leeds    |                                        |
| 2019 | The True Don Quixote      | Sancho Panza |                                        |
| 2019 | Let It Snow               | Keon         |                                        |
| 2019 | Bubble Gang               | Need         | 2 avsnitt                              |
| 2020 | Day by Day                | Lucas        | Avsnitt: "#AnnabelleClarkeIsOverParty" |
| 2020 | 50 States of Fright       | Simon        | Avsnitt: "Red Rum (Colorado)"          |
| 2021 | Spider-Man: No Way Home   | Ned Leeds    |                                        |
| 2024 | Lift                      | N8           |                                        |
| 2024 | Tarot                     | Paxton       |                                        |
| 2025 | Novocaine                 | Roscoe Dixon |                                        |
| 2026 | Spider-Man: Brand New Day | Ned Leeds    |                                        |